# 真駒内駅
真駒内駅（まこまないえき）は、北海道札幌市南区真駒内17番地にある札幌市交通局（札幌市営地下鉄）南北線の駅である。駅番号はN16。

## 概要
札幌市営地下鉄南北線の北24条駅 - 当駅間開通と同時に設置された駅であり、開業以来南北線の南側の終点としての役割を果たしている。1972年（昭和47年）に開催された札幌オリンピックでは、当駅がメイン会場への最寄り駅として利用された。
南北線の南平岸駅 - 当駅間は、定山渓鉄道線の廃線後に札幌市が買収した廃線跡の用地にシェルター付きの高架線として建設された。定山渓鉄道の真駒内駅よりも南側に位置し、当駅南側の待避線は定山渓鉄道の緑ヶ丘停留所の跡地である。
真駒内はアイヌ語の「マク、オマ、ナイ（背後にある川の意）」が由来で、川の名がそのまま地名となったといわれている。
駅スタンプは真駒内駅のイニシャルMの中に真駒内屋外競技場（真駒内セキスイハイムスタジアム）が描かれている。印面には命名権を抜いた「真駒内オープンスタジアム」と記されている。

## 歴史
- 1971年（昭和46年）12月16日 - 札幌市営地下鉄南北線の北24条駅 - 当駅間開業に伴い、設置。開業当初の到着電車の折り返し方法は、1番ホームに到着した電車が回送車として南側の留置線に入り、2番ホームに入線する方式だった。
- 1996年（平成8年）11月1日 - 到着電車の折り返し方法が麻生方の転轍機から空いているホームに入り、ホーム上で折り返す方式に変更。
- 1996年（平成8年）〜1999年（平成11年） - 駅構内大規模改良工事に伴い、ホーム南側にエスカレーターと南改札口を設置。
- 2005年（平成17年）7月1日 - 2006年（平成18年）11月30日 - 麻生方の転轍機工事のため、一時的に到着電車の折り返し方法を当駅南側の留置線で折り返す方式に変更。
- 2006年（平成18年）1月26日 - 駅番号 (N16) を設定[2]。
- 2013年（平成25年）3月2日 - 可動式ホーム柵が稼働開始[3][4]。

## 駅構造
1面2線島式ホームの高架駅。駅舎は南北に細長い。2階にはホームがあり、1階には券売機・北改札口・南改札口があるほか、北海道キヨスク運営の売店とセブン-イレブン（サンクスから転換）・定期券販売所・真駒内バス発着場が設置されている。バス路線については後述する。
開業当初は1番ホームが降車専用ホーム、2番ホームが乗車専用ホームとして区別されており、麻生方面から1番ホームに到着した電車が回送列車として南側の留置線まで引き上げ、2番ホームに入線する形で折り返していた。1996年（平成8年）11月1日からは麻生方の転轍機から空いているホームに入り、ホーム上で直接折り返す方式に変更されている。ただし、麻生方の転轍機が工事のため使用停止されていた2005年（平成17年）7月1日 - 2006年（平成18年）11月30日は、開業当初の折り返し方法が使用された。
ホームと改札口間にはエレベーターが設置されている。また、南北線の地上駅では唯一上下両方向のエスカレーターが設置されている（南改札口）。駅の出入口は西側にのみ設置されている。開業当初は改札口は北側の1ヶ所のみだったが、1996年（平成8年）〜1999年（平成11年）に大規模改良工事を行い、ホーム南側にエスカレーターと南改札口が完成した。先に存在した改札口は北改札口となり、売店や切符売り場・トイレなども移転し、南側にもバスの待合室が設置された。南北線の駅では唯一切符売り場と改札口に発車標がある。

### のりば
| ホーム | 路線   | 行先                     |
| ------ | ------ | ------------------------ |
| 1・2   | 南北線 | 大通・さっぽろ・麻生方面 |

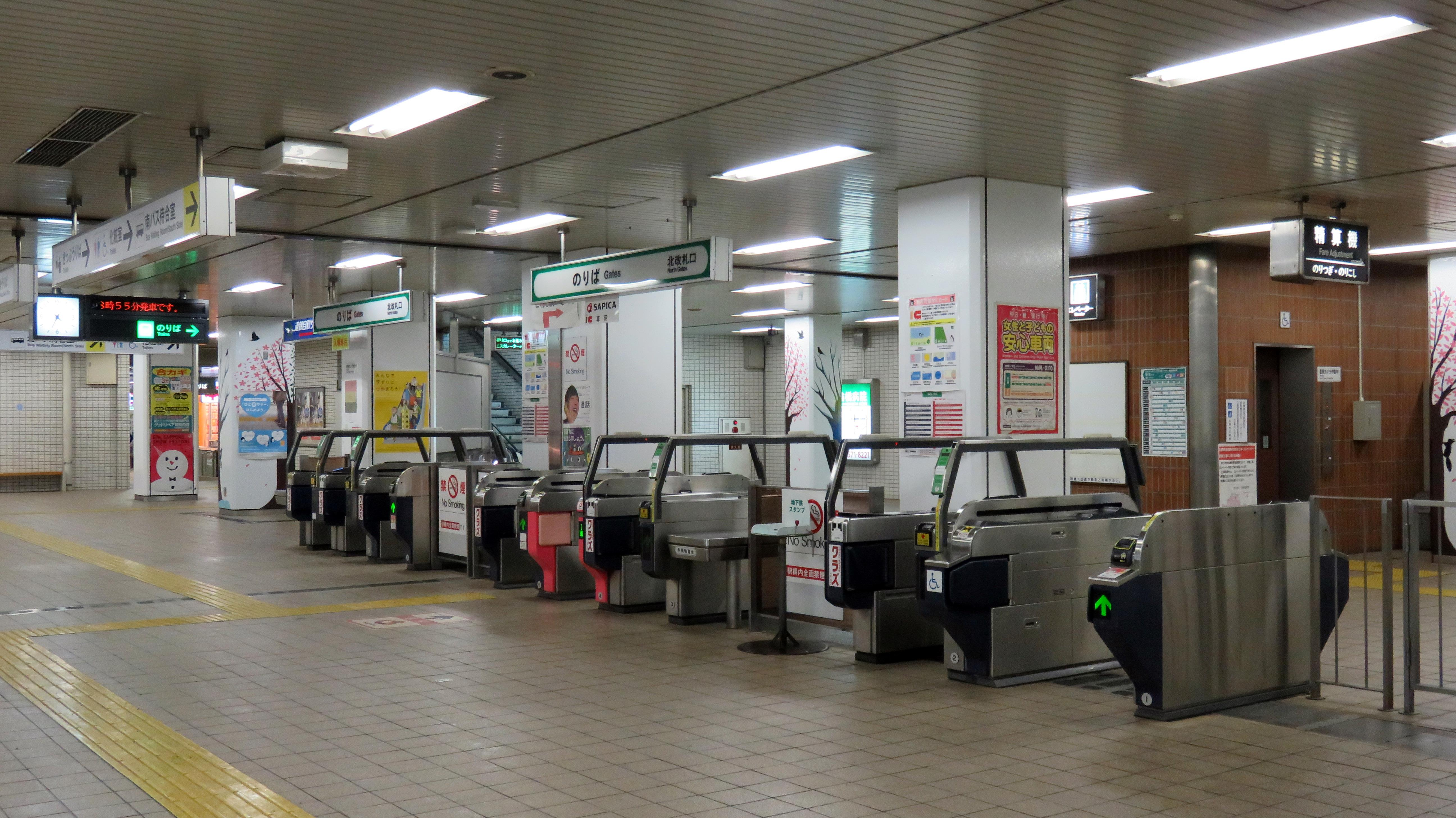
北改札口
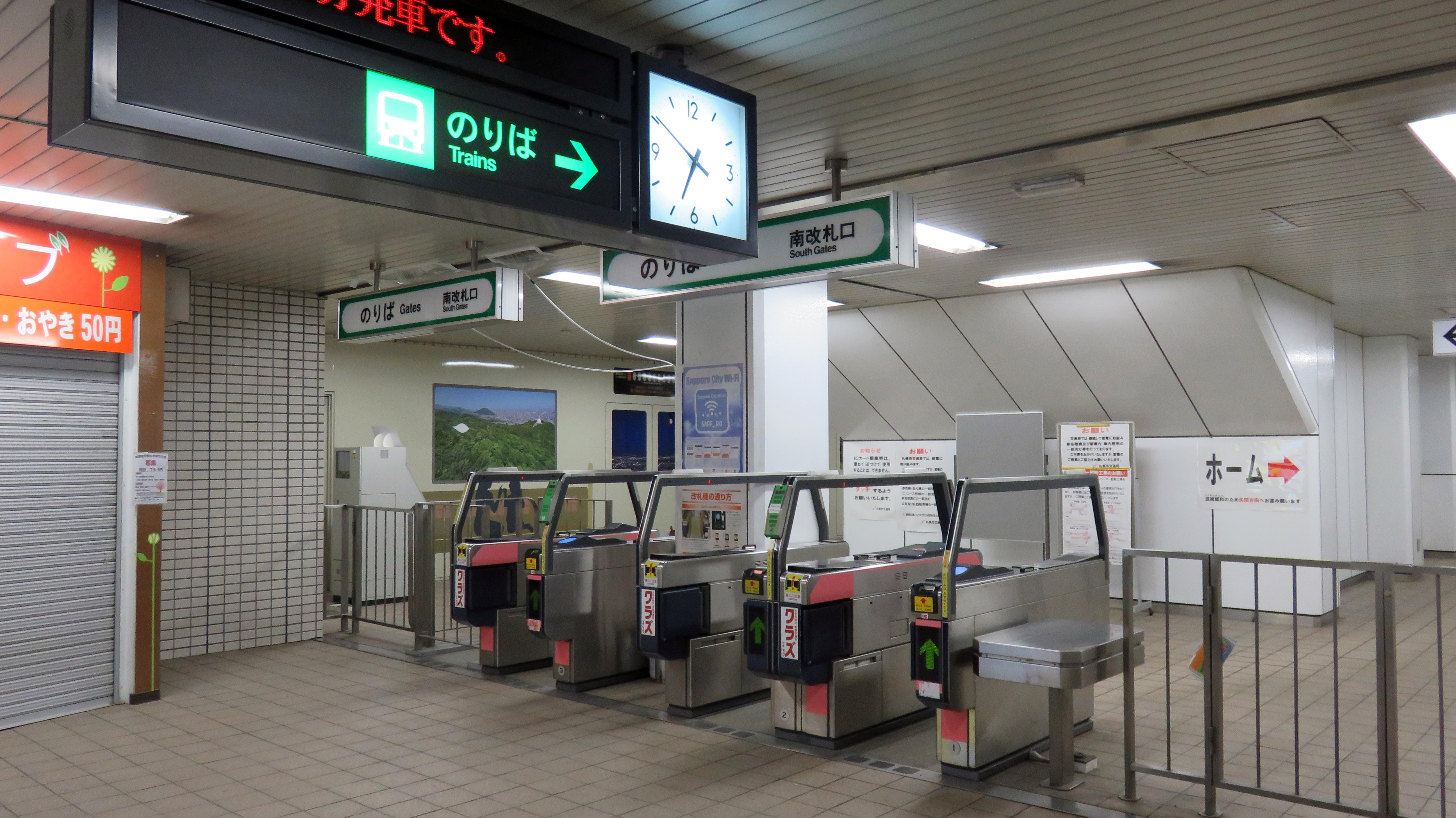
南改札口
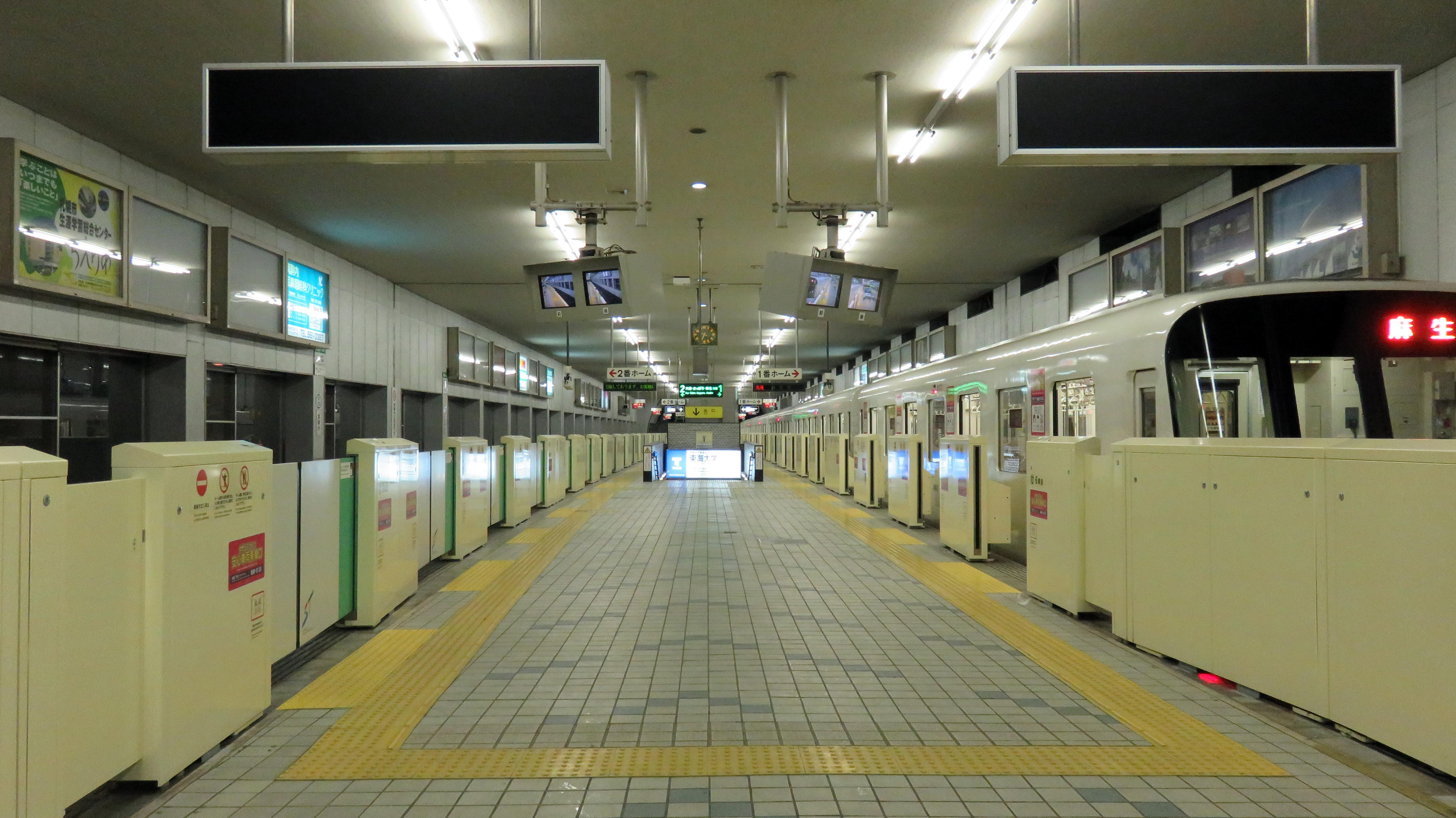
ホーム
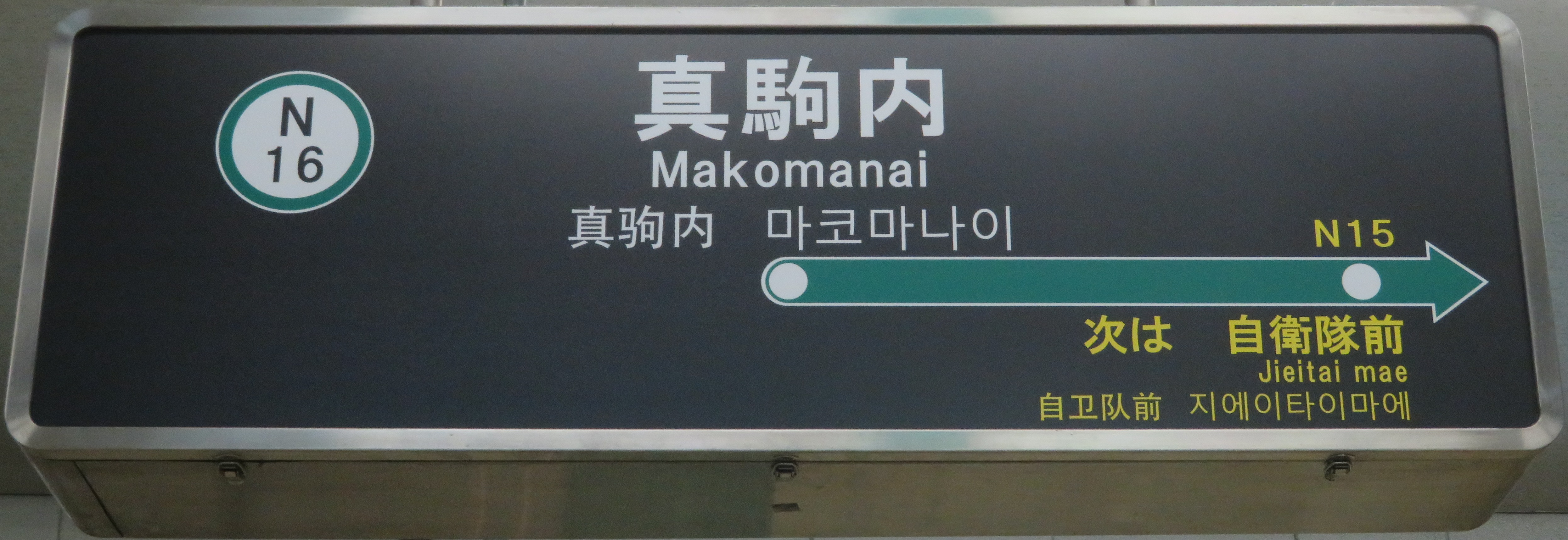
駅名標

## 利用状況
札幌市交通局によると、2020年度の1日平均乗車人員は8,665人。
| 年度                 | 1日平均 乗車人員 | 対前年 増減率 (%) | 出典   |
| -------------------- | ---------------- | ----------------- | ------ |
| 1994年（平成06年）度 | 18,520           | -                 | [ 7 ]  |
| 1995年（平成07年）度 | 18,688           | 0.9               | [ 7 ]  |
| 1996年（平成08年）度 | 17,948           | △4.0              | [ 7 ]  |
| 1997年（平成09年）度 | 17,038           | △5.1              | [ 7 ]  |
| 1998年（平成10年）度 | 16,627           | △2.4              | [ 7 ]  |
| 1999年（平成11年）度 | 16,151           | △2.9              | [ 7 ]  |
| 2000年（平成12年）度 | 15,927           | △1.4              | [ 7 ]  |
| 2001年（平成13年）度 | 15,509           | △2.6              | [ 7 ]  |
| 2002年（平成14年）度 | 15,428           | △0.5              | [ 7 ]  |
| 2003年（平成15年）度 | 15,144           | △1.8              | [ 7 ]  |
| 2004年（平成16年）度 | 15,150           | 0.0               | [ 7 ]  |
| 2005年（平成17年）度 | 15,592           | 2.9               | [ 7 ]  |
| 2006年（平成18年）度 | 15,604           | 0.1               | [ 7 ]  |
| 2007年（平成19年）度 | 15,353           | △1.6              | [ 7 ]  |
| 2008年（平成20年）度 | 15,337           | △0.1              | [ 7 ]  |
| 2009年（平成21年）度 | 14,627           | △4.6              | [ 8 ]  |
| 2010年（平成22年）度 | 14,358           | △1.8              | [ 8 ]  |
| 2011年（平成23年）度 | 14,470           | 0.8               | [ 8 ]  |
| 2012年（平成24年）度 | 14,505           | 0.2               | [ 8 ]  |
| 2013年（平成25年）度 | 14,591           | 0.6               | [ 8 ]  |
| 2014年（平成26年）度 | 14,305           | △2.0              | [ 8 ]  |
| 2015年（平成27年）度 | 13,876           | △3.0              | [ 8 ]  |
| 2016年（平成28年）度 | 13,922           | 0.3               | [ 8 ]  |
| 2017年（平成29年）度 | 13,694           | △1.6              | [ 9 ]  |
| 2018年（平成30年）度 | 13,087           | △4.4              | [ 10 ] |
| 2019年（令和元年）度 | 12,553           | △4.1              | [ 11 ] |
| 2020年（令和02年）度 | 8,665            | △31.0             | [ 6 ]  |

## 駅周辺

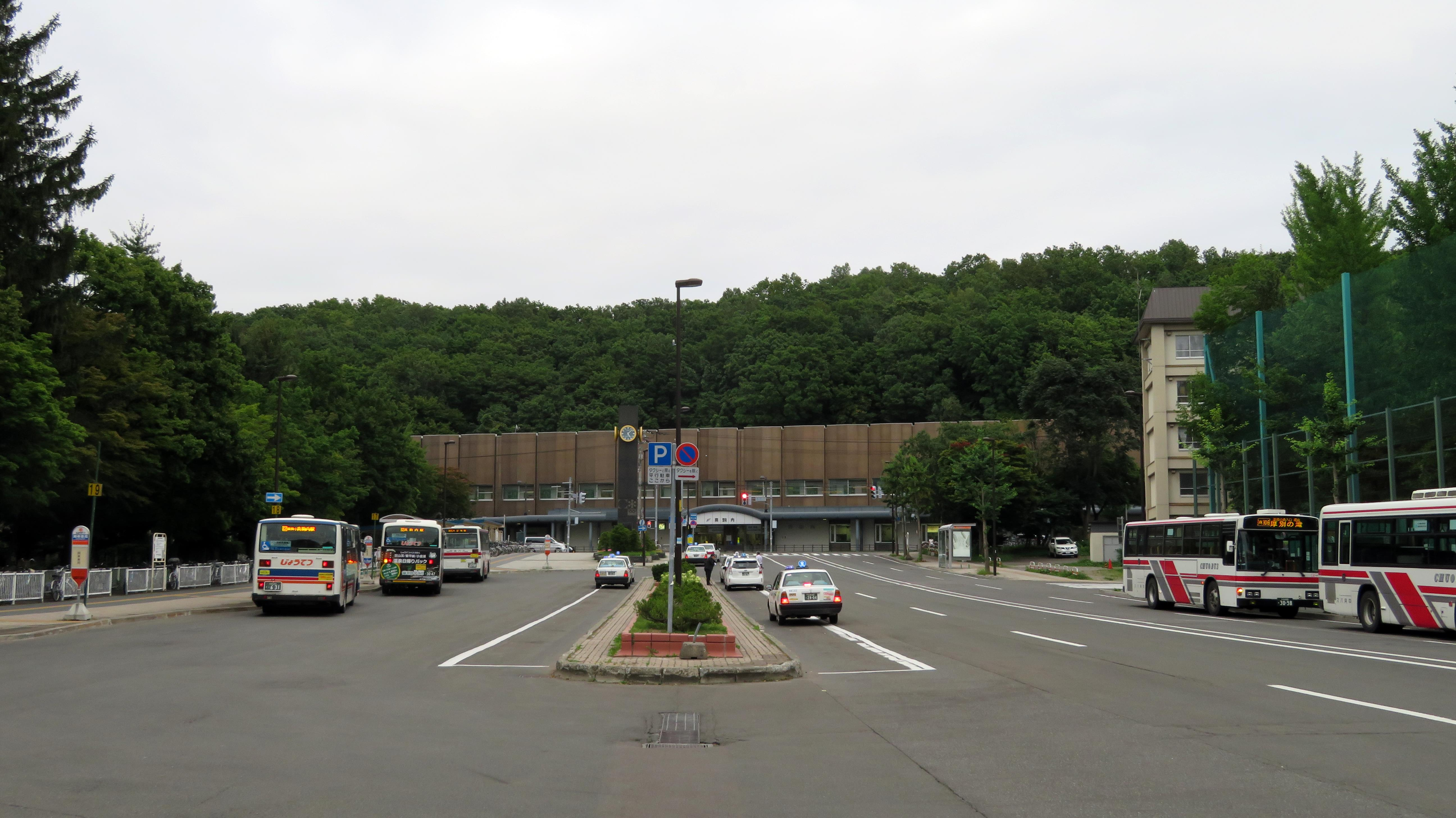
西から見た駅（2016年9月）

駅の東側には南北に伸びる丘陵があり、人家はない。南側には盛り土の上にコンクリートで覆われた留置線があり、その先には定山渓鉄道線の廃線跡が道路沿いの細長い林になって伸びている。
駅の西側は平岸通に面しており、南区役所をはじめとする公共施設や大規模な団地が整った郊外タウンとなっており、地下鉄のシェルターに張り付くように団地群（五輪団地）が形成されている。近くの真駒内川右岸の平地のほか、左岸の丘の上まで住宅地が造成されている。当駅の西にある北海道立真駒内公園は1972年（昭和47年）の札幌オリンピックでメイン会場となった。商業施設への規制が厳しい地域であるため、駅周辺に目立った商業施設は少なく、大きな商業施設はここからバスで10分ほどの五輪大橋周辺に集中している。
- 平岸通
- 国道453号（真駒内通）
- ミュークリスタル - 真駒内駅から徒歩4分。真駒内地区唯一の大型ショッピングモール商業施設。
  - 東光ストア 真駒内店
- 札幌市南区役所[1]
- ラルズマート 真駒内店
- 札幌方面南警察署真駒内団地交番
- 札幌南郵便局
- 北洋銀行真駒内中央支店
- 北海道銀行真駒内支店
- 豊平川さけ科学館[1]
- エドウィン・ダン記念館
- 札幌市立真駒内桜山小学校
- 札幌市立真駒内公園小学校
- 札幌市立真駒内中学校
- 札幌市立真駒内曙中学校
- 市立札幌みなみの杜高等支援学校（旧札幌市立真駒内小学校(2012年3月閉校)）
- 光塩学園女子短期大学
  - 光塩学園女子短期大学附属認定こども園
- まこまる（旧札幌市立真駒内緑小学校(2012年3月閉校)）
- 札幌市真駒内五輪児童会館

## バス路線

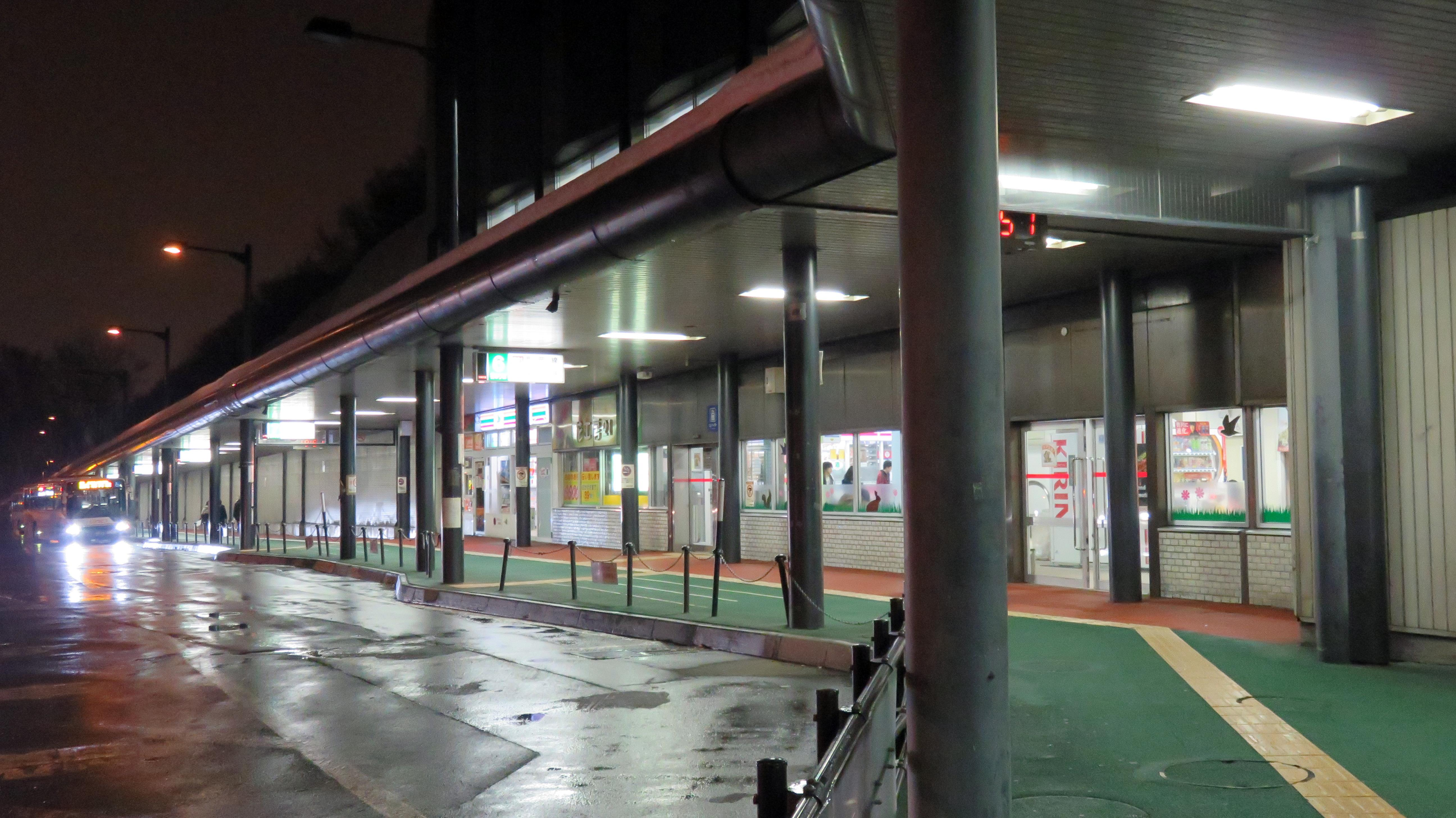
真駒内バス発着場

1 - 14番のりばは1972年（昭和47年）11月11日に供用開始した「真駒内バス発着場」。駅施設を挟み南側1〜5番と北側6〜14番に分けられ、両側にバス待合室が設置される。2021年（令和3年）12月の平日1日あたり、スクールバス等の非公示便やスキーバスを除く発着便数は、バス発着場・路上停留所を合わせて970便（感染症流行による一時運休便を含む）。
2025年（令和7年）4月1日現在。路線詳細は事業者記事（北海道中央バスは西岡営業所）を参照。

### 真駒内バス発着場
1番のりば
- 藤野聖山園墓参バス[14]
- 降車、スクールバス等

2番のりば
- 北海道中央バス[15]
  - 真102 滝野線 サンブライト真駒内行
  - 真106 滝野線 厚別の滝行、すずらん公園東口行
  - 真107 滝野線 芸術の森センター行
  - 真108 滝野線 頭大仏前行

3番のりば
- 札幌ばんけい（ばんけいバス）[16]
  - 駒岡線 駒岡小学校行、恵開拓記念碑行
- じょうてつ[17]
  - 12 定山渓線 石山六区行
- 真駒内滝野霊園墓参バス[18]

4番のりば
- じょうてつ[17]
  - 12 (J) 定山渓線 藤野4条11丁目行、簾舞団地行、豊滝行、定山渓温泉行

5番のりば
- じょうてつ[17]
  - 南4・南54・南84 真駒内線 南町4丁目行

6番のりば
- 北海道中央バス[15]
  - 南81 西岡線 澄川駅行、澄川南小学校行
- じょうてつ[17]
  - 南98 藻岩山手線 道路管理事務所行

7番のりば
- じょうてつ[17]
  - 南97 北の沢線 山水団地前

8番のりば
- じょうてつ[17]
  - 南95 藻岩線 硬石山行

9番のりば
- じょうてつ[17]
  - 南96 南沢線 東海大学行、中の沢行
  - 環96 南沢線 藻岩高校・南沢入口・東海大学方面、川沿1条1丁目・中の沢入口・東海大学方面

10番のりば
- じょうてつ[17]
  - 真駒内セキスイハイムアイスアリーナシャトルバス（大規模イベント開催時のみ運行）
  - 真駒内セキスイハイムスタジアムシャトルバス（大規模イベント開催時のみ運行）
- 降車等

11 - 14番のりば
- 降車等

### 真駒内中学校側
15番のりば
- じょうてつ[17]
  - 南4 真駒内線 市立病院前行、啓明ターミナル行
  - 南54 真駒内線 札幌駅前行
  - 南84 真駒内線 青少年会館前行

付番なし
- 札幌ばんけい（ばんけいバス）[19]
  - 発寒南・真駒内線 発寒南駅行

### 駐輪場側
臨時のりば
- じょうてつ
  - 札幌ドームシャトルバス（大規模イベント開催時のみ運行、休止中[20]）

16番のりば
- 北海道中央バス[15]
  - 真104・真105 真駒内線：福住駅（福住バスターミナル）行、大谷地駅（大谷地バスターミナル）行
- 北海道中央バス（札幌第一観光バス）[21]
  - 札幌・ニセコ号 ニセコ行（冬期運行）
- 北海道中央バス（札幌第一観光バス）・じょうてつ[22]
  - 札幌国際スキー場線 札幌国際スキー場行（冬期運行）

17番のりば
- じょうてつ[13]
  - 札幌藻岩山スキー場スキーバス （冬期運行）
- 降車等

18・19番のりば
- 降車等

付番なし
- 道南バス
  - 札幌洞爺湖線 洞爺湖温泉行

付番なし（平岸通沿い）
- 北都交通[23]
  - K 新千歳空港連絡バス 新千歳空港行
- スクールバス等[13]

## 隣の駅
- 当駅から自衛隊前駅間は1.7kmとなっており、札幌市営地下鉄の駅間では最も長くなっている[24]。

札幌市営地下鉄
 南北線
自衛隊前駅 (N15) - 真駒内駅 (N16)